# Marià Rodríguez i Vázquez
Marià Rodríguez i Vázquez (Barcelona, 1909 - La Ferté-sous-Jouarre, Xampanya, 18 de juny de 1939) fou un dirigent anarcosindicalista català, conegut popularment com a Marianet i que signava Marià R. Vázquez.

## Biografia
Pertanyia a l'ètnia gitana i restà orfe de petit, raó per la qual va passar part de la seva infantesa a l'Asil Duran, d'on en va fugir sovint. De jovenet es dedicà a la delinqüència i fou tancat a la presó, on del contacte amb presoners llibertaris i mestres racionalistes va adoptar l'anarcosindicalisme i abandonà la delinqüència. Treballà com a paleta i el 1931 s'afilià a la CRTC de la CNT. L'agost d'aquell mateix any assistí al Plenari de Sindicats a Barcelona com a delegat del Sindicat de la Construcció. Pel setembre fou un dels organitzadors de la vaga de la construcció que durà quatre mesos i a causa de la seva participació en un tiroteig amb les forces de l'ordre al local del carrer Mercaders fou detingut i confinat al vaixell Antonio López, passant després a la presó de Mataró i a la presó Model de Barcelona.
Entre 1934 i 1936 fou president del Sindicat de la Construcció de la CNT, secretari de la Federació Local de Sindicats de la CNT de Barcelona i secretari de la CRTC. Va combinar la pertinença a càrrecs dirigents del sindicat amb la participació en els grups d'acció. El gener de 1933 va participar en l'atac a les Drassanes de Barcelona i en la sublevació de la Federació Anarquista Ibèrica, i fou novament empresonat al vaixell Manuel Arnús. A començaments de 1935 fou novament empresonat a Sant Miquel dels Reis (València).
Pel febrer del 1936 fou membre del Comitè Pro Presos i redactor de la pàgina sindical local de Solidaridad Obrera. Finalment, el novembre de 1936 fou nomenat Secretari General de la CNT en substitució d'Horacio Martínez Prieto, mantenint-se en el càrrec durant tota la guerra civil espanyola. Va assolir una gran popularitat. Durant aquests anys va viure a Madrid i a València seguint el govern republicà, convertint-se en un partidari aferrissat de la col·laboració amb el govern assumida per la CNT-FAI, alhora que assumia una fèrria tasca de centralització del poder. Durant els fets de maig del 1937 fou durament censurat per demanar moderació i recolzar sense condicions el govern de Juan Negrín. El 23 de gener de 1939, quan ja era pròxima la derrota definitiva, va traslladar els comitès anarquistes a Figueres i travessà la frontera per Sant Joan de les Abadesses.
Un cop a l'exili es va establir a la Xampanya, on va encapçalar el Consell General del Moviment Llibertari Espanyol i intentà reorganitzar el Comitè Nacional de la CNT, del que en continuava sent secretari general. Va signar el contracte de dipòsit dels arxius de la CNT a l'International Institute of Social History d'Amsterdam. Va morir poc després en estranyes circumstàncies quan es banyava al riu Marne. La seva companya, Conchita Dávila, va exiliar-se a Mèxic on va morir el 30 d'agost de 1974.

## Obres
- Presente y futuro (1938)
- El 19 de julio y su significación (1938)